# Fallon Station (Nevada)
Fallon Station es un lugar designado por el censo (CDP), en el condado de Churchill, Nevada, Estados Unidos. Según el censo de los Estados Unidos de 2000, su población es de 1625 personas y su área total aproximada es de 6.4 km².

## Demografía
Según el censo de 2000, en este CDP viven 1265 habitantes, se hallan 358 hogares y habitan 356 familias; la densidad de la población es de aproximadamente 196.9 hab/km².
La cantidad de hogares es de 358 casas, lo que entrega una densidad promedio de 56.0 casas/km²; el 83.2% tiene niños menores de 18 años habitando en ellas, el 93.9% tiene parejas casadas viviendo juntas, el 4.5% tiene a una mujer jefa del hogar sin hombre en ella y un 0.3% contiene a alguien sin familia. Ningún hogar está compuesto por alguien vivendo solo y ninguno tiene viviendo a alguien solo mayor de 65 años. El promedio del tamaño de un hogar es de 3.53 y el promedio del tamaño familiar es de 3.51.
El índice racial de este CDP es de 69.64% blancos, 8.70% afroamericanos, 1.42% nativos americanos, 8.62% asiáticos, 0.95% del pacífico, 5.38% de otra raza y 5.30% de 2 o más razas. Hispanos o latinos de cualquier raza es de un 10.75% de la población total.
En este CDP, la población está compuesta por un 43.6% de menores de 18 años, un 12.6% entre 18 a 24, 42.4% entre 25 a 44, 1.3% entre 45 a 64 y un 0.1% por sobre los 65 años. El promedio de edad es de 22 años; por cada 100 mujeres hay 102.1 hombres, por cada 100 mujeres mayores de 18, hay 98.6 hombres.
Los ingresos medios en un hogar en Fallon Station es de $34,236, y los ingresos medios de una familia es de $31,688. Los hombres tienen un ingreso medio de $26,230 versus $21,290 de las mujeres. El ingreso per cápita de este CDP es de $11,719; cerca del 2.5% de las familias y el 4.7% de la población está bajo la línea de pobreza, incluyendo el 2.9% de menores de 18 años y ninguno de los mayores de 65 años.